# Owenus crocator
Owenus crocator är en stekelart som först beskrevs av Tosquinet 1896.  Owenus crocator ingår i släktet Owenus och familjen brokparasitsteklar. Inga underarter finns listade i Catalogue of Life.